# 安塔斯德乌利亚
安塔斯德乌利亚，是西班牙加利西亚自治区卢戈省的一个市镇。 总面积104平方公里，总人口2695人（2001年），人口密度26人/平方公里。